# آنول برنزه
آنول برنزه (نام علمی: Anolis aeneus) نام یک گونه از سرده آنول است.